# Tiras de pollo

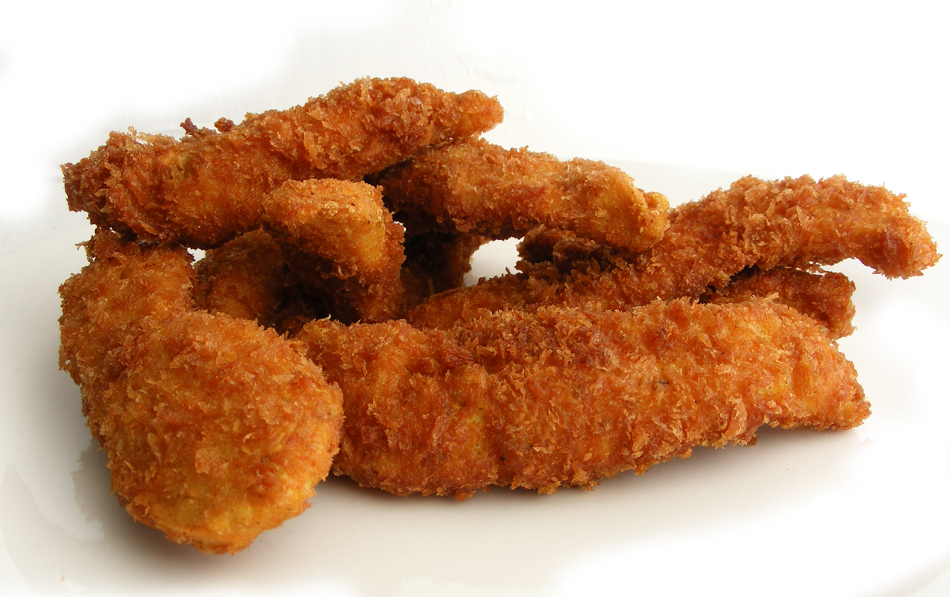
Tiras de pollo.

Las tiras o palitos de pollo (también llamadas en inglés chicken fingers, ‘dedos de pollo’ y tenders, ‘tiernos’) son una forma de preparación de pollo frito que solo incluye carne de pollo, sin huesos ni piel.

## Elaboración
Se preparan cubriendo la carne de pollo con una mezcla de empanado y friéndola. Tradicionalmente, las tiras de pollo son elaboradas con carne cortada de la pechuga, aunque en restaurantes de comida rápida resulta frecuente el uso de carne picada procesada.[cita requerida]

## Presentación
Las tiras de pollo se sirven en muchos restaurantes de los Estados Unidos, Canadá, algunos países de Latinoamérica y Europa. A menudo se sirven acompañadas de diversas salsas para untar, entre ellas la de queso azul, ranchera, barbacoa, mostaza miel, y agridulce. En el sur de Estados Unidos es muy popular la crema de gravy en diversos restaurantes.[cita requerida]
Las tiras de pollo se sirven a menudo en un cestillo con papas fritas, sobre ensalada jardinera o en un sándwich, ya sea un wrap o un panecillo. A veces se presentan ya cortados y como relleno de una papa asada cubierta de mantequilla, queso cheddar, panceta, setas o gravy blanco.